# معالجات 5 نانو
 في تصنيع أشباه الموصلات، تحدد خارطة الطريق الدولية للأجهزة والأنظمة الخمسة نانومتر كعقدة تقنية موسفت بعد 7 نانومتر. اعتبارًا من عام 2019، بدأت إلكترونيات سامسونج وشركة تايوان لصناعة أشباه الموصلات المحدودة في إنتاج 5 نانومتر،  وتخطط لبدء الإنتاج الضخم في عام 2020. سوف يكون هناك توجه إلى هكذا دقة لما سوف تحمله من قدرة هائلة وكبيرة في استيعاب أحجام الترانزيستور ضخمة جدا.
الفائدة من دقة التصنيع هو أنها كلما كانت بدقة أقل كلما كان ذلك يعني أن المساحة أصبحت متوفرة من أجل ضخ المزيد من الترانزيستور لزيادة الأداء وخفض استهلاك الطاقة وحرارتها. ويعود ذلك، لأنه كلما أصبح الترانزيستور أصغر ومكدس أكثر بداخل الرقاقة ذات دقة تصنيع أصغر، فإن ذلك لن يتطلب من الالكترونات أن تنتقل لمسافة أبعد أثناء الانتقال بين بعضها البعض, مما يوفر أداء أفضل وطاقة أقل. ستسمح 5 نانو بدمج عدد هائل من الترانزستورات،يصل عددها إلى 30 مليار ترازستور في مساحة دقيقة جدا لا تتعدى حجم ظفر الأصبع. تقدم المعالجات المصنعة بدقة 5 نانومتر قوة في الأداء بنسبة 40 في المئة مقارنة بشرائح 10 نانومتر ، كما أنها توفر الطاقة بنسبة 75 في المئة مع الحفاظ على نفس الأداء.

## 5 نانومتر
|                                  | سامسونج | TSMC        | خارطة طريق IRDS 2017 | خارطة طريق IRDS 2017 |
| -------------------------------- | ------- | ----------- | -------------------- | -------------------- |
| اسم العملية (نانومتر)            | 5LPE    | رقم 5       | 7                    | 5                    |
| كثافة الترانزستور (MTr / mm 2 )  | 127     | 173         | 222 (37 × 6) †       | 300 (50 × 6) †       |
| حجم خلية البتات SRAM (μm 2 )     | 0.026   | 0.017–0.019 | 0.027                | 0.020                |
| خطوة بوابة الترانزستور (نانومتر) | 57      | 48          | 48                   | 42                   |
| خطوة الربط (نانومتر)             | 36      | 30          | 28                   | 24                   |
| سنة إنتاج المخاطر                | 2018    | 2019        | 2019                 | 2021                 |
| † على أساس خلية 6T SRAM 111      |         |             |                      |                      |

## بعد 5 نانومتر
3   نانومتر (3 نانومتر) هو ما بعد 5 نانومتر. اعتبارًا من 2019 تخطط سامسونج وTSMC لتسويق 3 نانومتر.